# Björn Hübner-Fehrer
Björn Hübner (* 22. ledna 1986 Tauberbischofsheim, Německo) je bývalý německý sportovní šermíř, který se specializoval na šerm šavlí. Německo reprezentoval od roku 2005 deset let. Na olympijských hrách v Londýně startoval v roce 2012 jako náhradník v soutěži družstev a s družstvem neprošel přes úvodní kolo. V roce 2009 obsadil třetí místo na mistrovství Evropy. S německým družstvem šavlistů vybojoval na mistrovství Evropy v roce 2011 druhé místo.